# La Relativité
La Relativité est un ouvrage de vulgarisation scientifique écrit par Albert Einstein et publié en 1916 en allemand. Il a été publié en anglais et en français en 1920 puis réédité plusieurs fois. Il est ici question de la version de 1956.
Pour Albert Einstein, ce « petit livre a pour but de faire connaître d'une manière aussi exacte que possible, la Théorie de la relativité à ceux qui s’intéressent à elle au point de vue général, scientifique et philosophique, mais qui ne possèdent pas l'appareil mathématique de la physique théorique. ». Selon l'auteur, une telle tâche de simplification était ardue.
Einstein a mis un certain nombre d'années à réaliser ce travail pédagogique s'articulant en quatre parties :
1. la relativité restreinte ;
2. la relativité générale ;
3. réflexions sur l'Univers considéré comme un tout ;
4. « La relativité et le problème de l'espace ».

En ce qui concerne les trois premières, Einstein s'inspire des mémoires originaux de lui-même, Hendrik Lorentz et Hermann Minkowski publiés sous le titre Das Relativitäsprinzip dans la collection Fortschritte der mathematiscghen Wissenschafften et du livre détaillé de Max von Laue, Das Relativitäsprinzip. Pour la rédaction de ce livre de vulgarisation, Einstein utilise également son mémoire Die Grundlagen der allgemeinen Relativitätstheorie, paru en 1916.
La quatrième partie comprend des considérations théoriques dont Einstein a fait parvenir le manuscrit à ses traducteurs en avril 1953. Ce sont principalement les postulats de la physique newtonienne qui y sont discutés à la lumière de la théorie de la relativité générale.

## Genèse

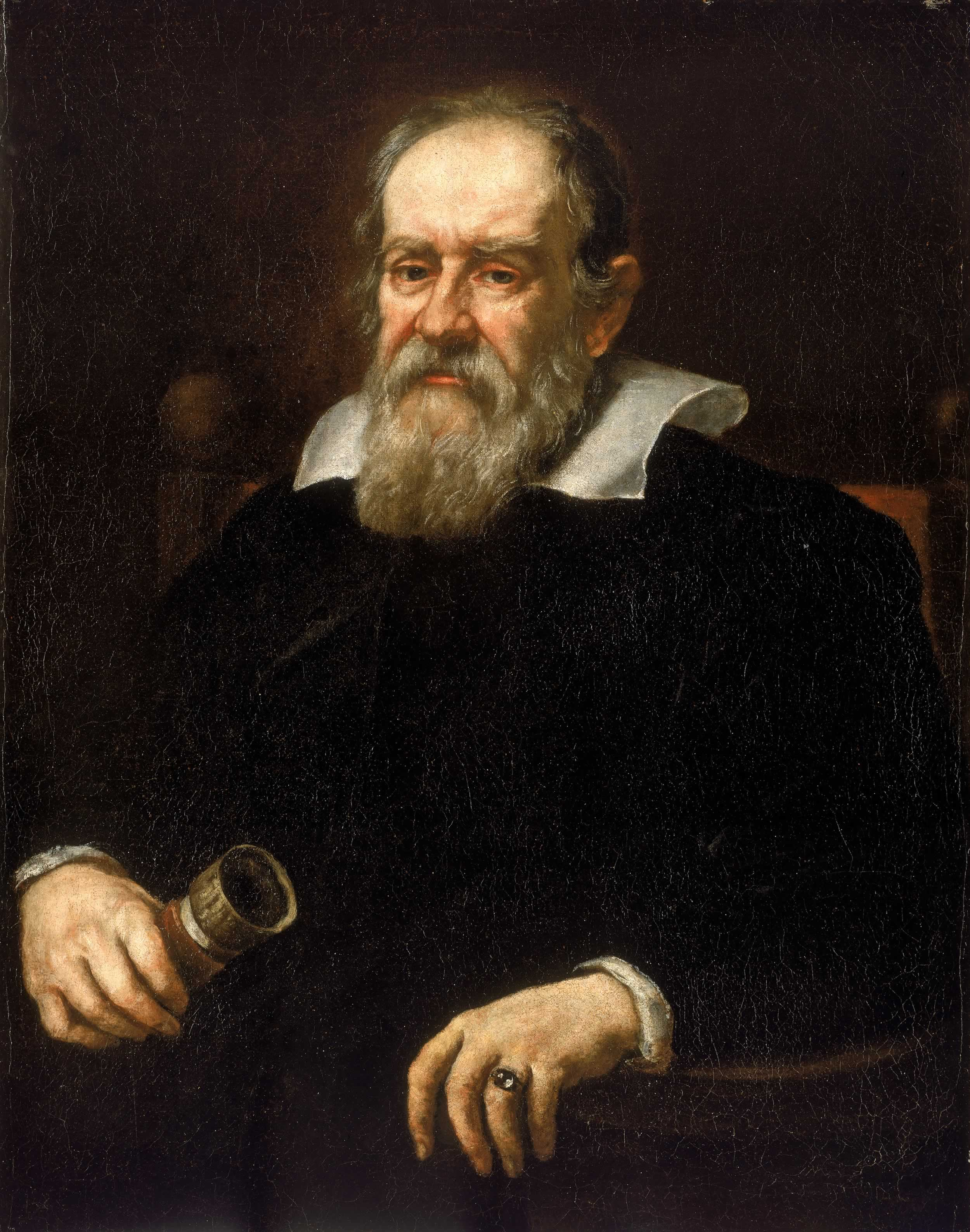
Galilée.
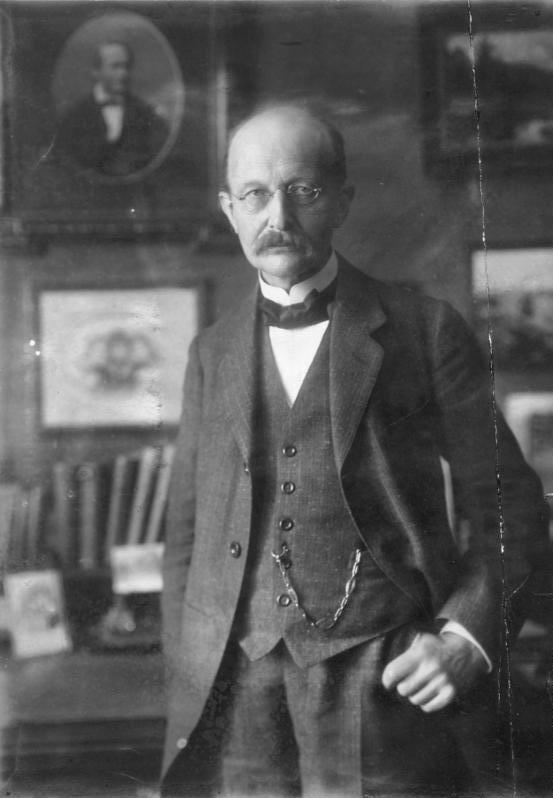
Max Planck.
Henri Bergson.
James Clerk Maxwell.
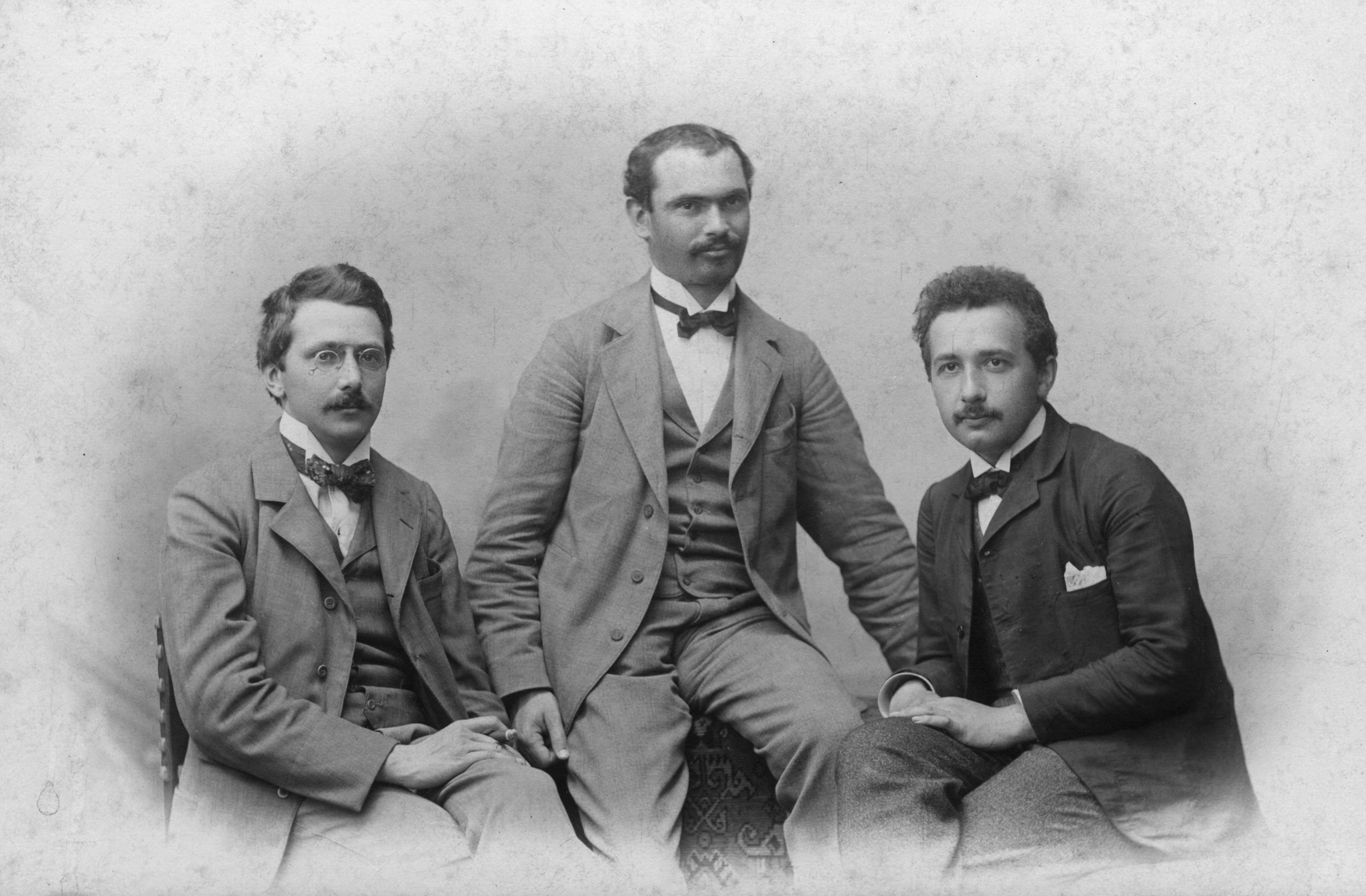
Les trois membres de l'Académie Olympia : de gauche à droite, Conrad Habicht, Maurice Solovine et Albert Einstein.

La notion de « relativité » est historiquement due à Galilée en 1632.
Par la suite, différents constats scientifiques sont apparus pour aboutir à la théorie de la relativité restreinte puis générale ; celles-ci ont été inventées par Einstein (qui les résume dans l'ouvrage de vulgarisation dont il est question ici) soutenu, à l'époque, par Max Planck. Parmi les nombreux enjeux, l'un des plus importants concerne la notion d'éther.
Effectivement, dès les années 1890, les scientifiques se résolvent à un constat d’échec quant à l'hypothèse d'un « éther mécanique » (concept élaboré par James Clerk Maxwell comme matrice vectorielle des ondes électromagnétiques) ; et la constance de la vitesse de la lumière, indépendamment de la vitesse de sa source, demeure incompatible avec la loi d'addition des vitesses. Il devient donc impossible de trouver une « théorie de l'éther » correcte, ce qui donne à Einstein les éléments pour produire la théorie de la relativité restreinte en 1905 puis générale en 1915.

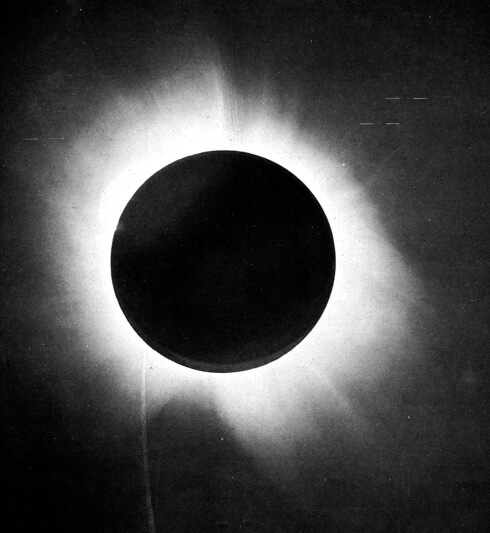
Einstein avait prédit que les rayons de la lumière des étoiles seraient déviés par la gravitation du Soleil. L'éclipse solaire du 29 mai 1919 lui donna raison.

C'est l'éclipse solaire du 29 mai 1919 qui rend Einstein célèbre car elle permet au savant de démontrer l'influence de la gravitation sur la lumière. Mais avant Einstein, c'est en vérité le révérend John Michell, en 1763, qui a été le premier à étudier l'influence de la gravitation sur la lumière, et à sa manière aura même découvert la notion de trou noir.
En 1921, Einstein participe à un premier ouvrage (collectif, celui-ci) édité dans l'idée d'une vulgarisation de la théorie de la relativité ; qu'entre autres Louis Warnant tente de réfuter en cherchant à introduire un éther fixe par rapport à un système et à un seul (alors que des expériences semblent indiquer l'invalidité de l'éther) mais cet auteur semble n'avoir étudié que les vulgarisateurs des théories de la relativité, et Einstein lui-même en tant que vulgarisateur de son propre système. À un différent niveau dans le débat, la critique bergsonienne de cet ouvrage sur la relativité inaugure le commentaire philosophique des problèmes de science.
Quoi qu'il en soit, Einstein reprend donc trois décennies plus tard l'idée d'une vulgarisation dans son livre intitulé tout simplement La Relativité qu'il signe en son propre nom. Pour autant, il n'est pas seul à le rédiger car il entretient une correspondance régulière avec ses traducteurs, notamment, Maurice Solovine, traducteur pour la langue française avec qui Einstein noue des liens d'amitié solides plusieurs années auparavant.

## Éditions
Il est édité en France aux éditions Gauthier-Villars dès sa sortie, en 1956, et est disponible en 2014 aux éditions Payot-Rivages dans la collection « Petite Bibliothèque Payot » et en langue anglaise sous le titre Relativity aux éditions Routledge, collection « Routledge Great Minds » sous l' (ISBN 0415854717), réédité depuis le 1er juillet 2013.

## Contenu

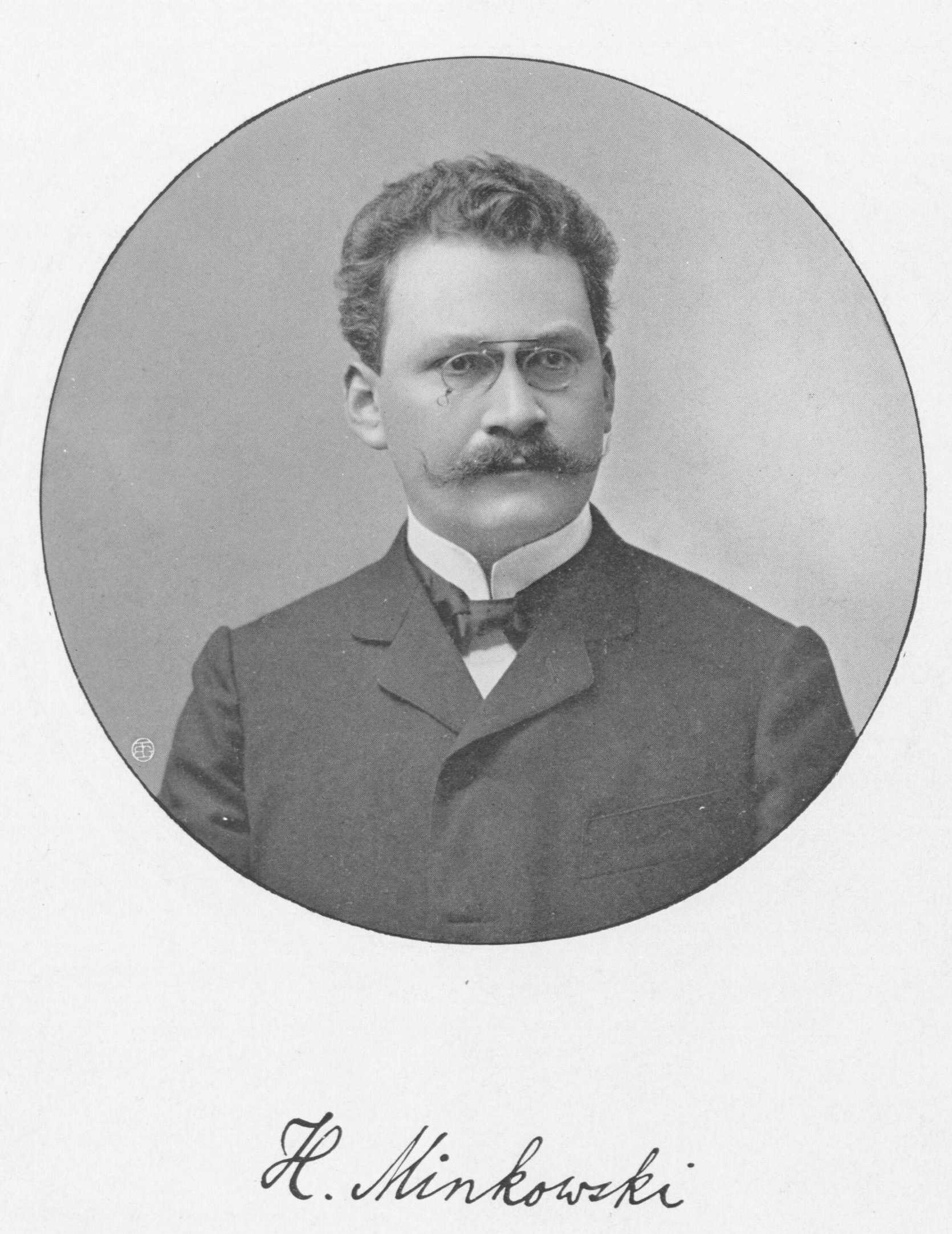
Hermann Minkowski.
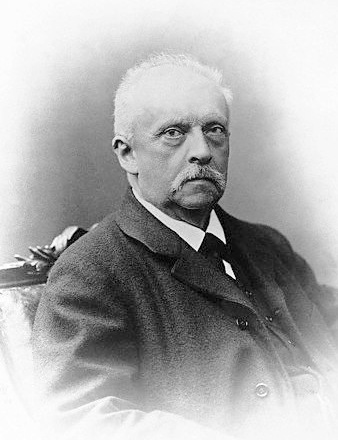
Hermann von Helmholtz.
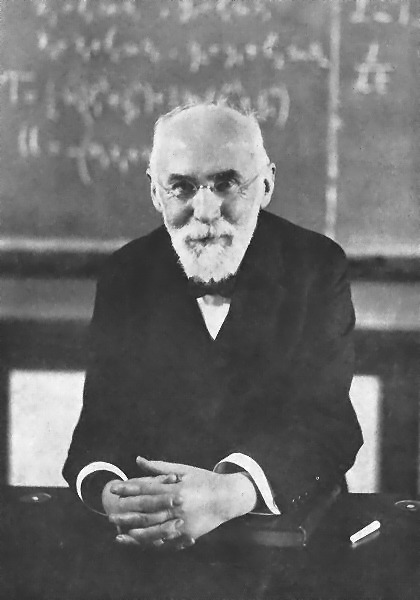
Hendrik Lorentz.
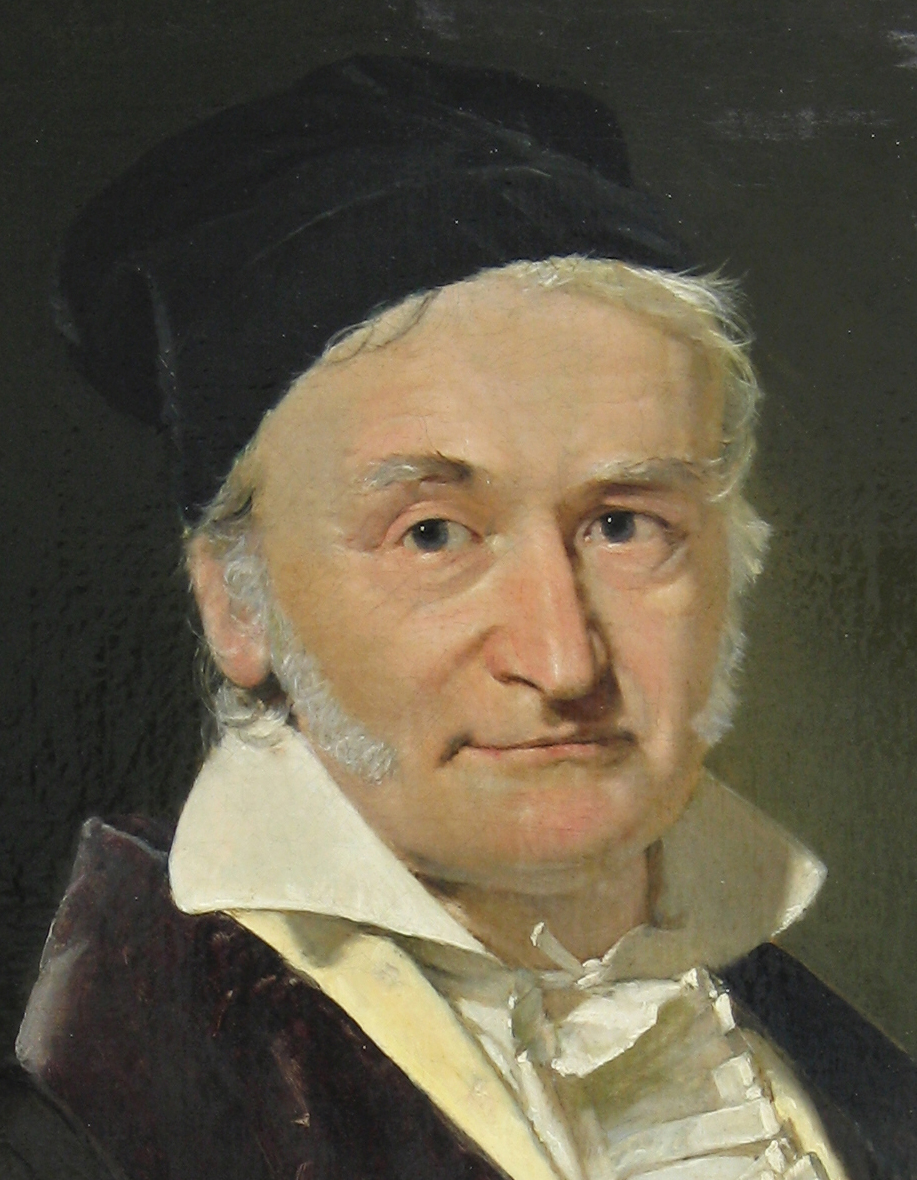
Carl Friedrich Gauss.
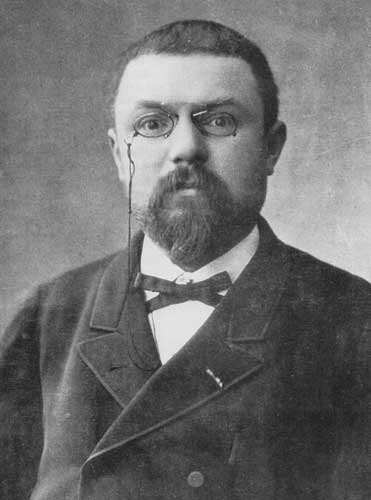
Henri Poincaré.
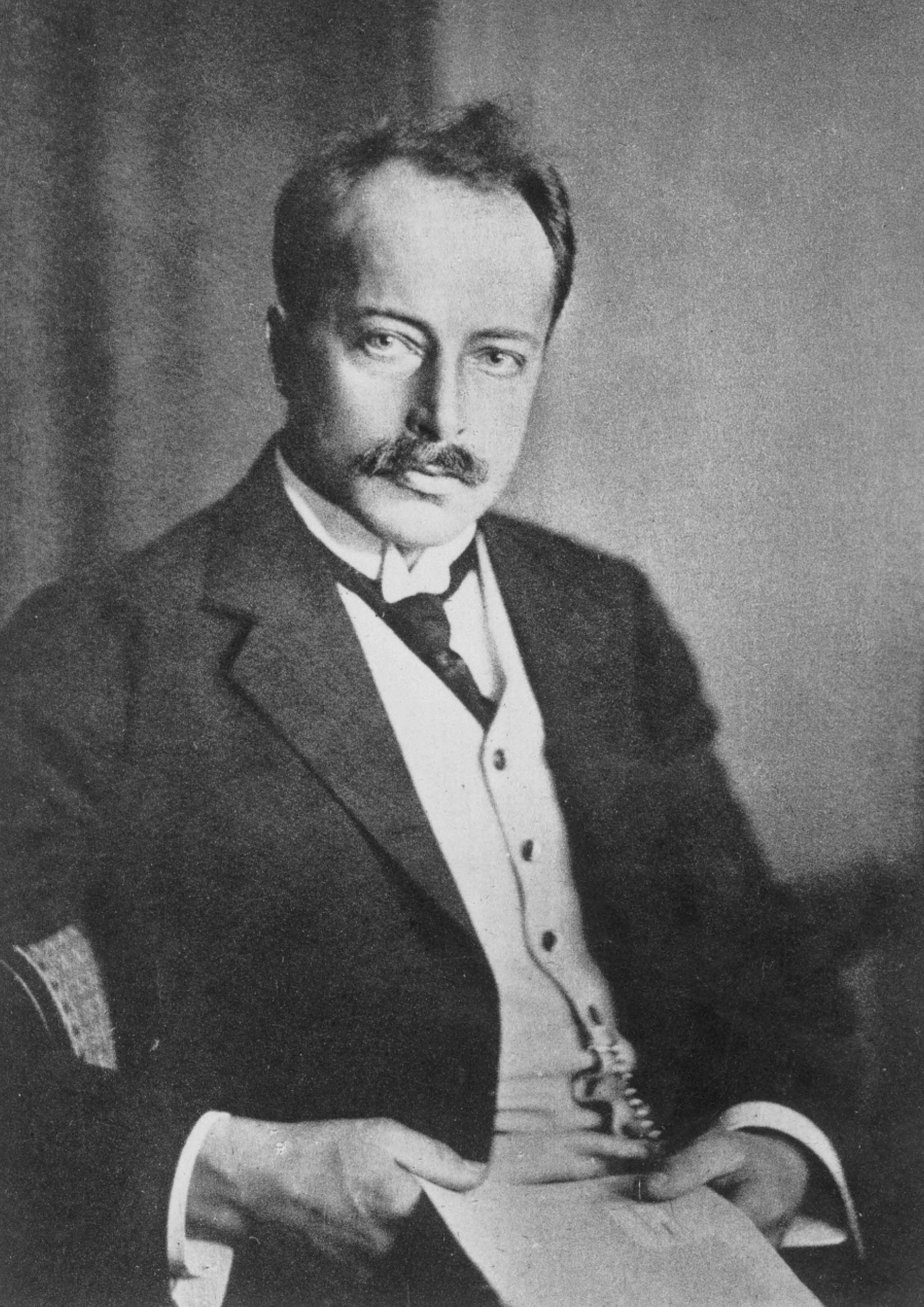
Max Von Laue.

L'idée est d'apporter une synthèse claire et pas trop technique des théories relativistes einsteiniennes au grand public. Pour parvenir à ce résultat, l'auteur utilise, entre autres, un procédé qui est le suivant : 
Il remplace le système de coordonnées cartésiennes par un ensemble de bâtonnets d'une même longueur sur une table en formant des carrés jusqu'à ce que ladite table en soit intégralement couverte.
Einstein dénommera ceci le « continuum euclidien ». C'est une surface indéfiniment élastique. Mais pour autant, si ce continuum est « euclidien », cela suppose qu'aucune déformation ne l'altère… 
En fait : c'est une surface ; c'est-à-dire un ensemble vectoriel de dimension deux. Dessus est retranscrit un univers à trois dimensions. Il s'agit de prendre en compte une transformation des dimensions par l'éloignement ainsi que la position de l'observateur.
Pourtant, en physique classique, dans les systèmes de référence il y a des lignes bien droites et des corps bien solides. Or, en suivant la logique, plus rien de tout cela ne continue d'exister théoriquement. Alors dans cet ouvrage, Einstein explique qu'il reprend tout à la base en utilisant une généralisation des coordonnées de Gausspour ce que l'auteur décidera d'appeler, non sans un certain humour, le « mollusque de référence »,.
Ainsi, la relativité apporte une condition nécessaire à tout système d'équations exprimant des lois physiques. C'est le mathématicien Hermann Minkowski qui a indiqué le schéma mathématique auquel doivent alors se conformer les systèmes d'équations; et qu'utilise Einstein pour expliquer ses théories. Il s'agit d'un espace vectoriel de dimension 4. On parle alors d'espace-temps de Minkowski. « Espace-temps » car sont prises en compte les trois dimensions spatiales (classiques) et une dimension supplémentaire : le temps.
Einstein dans le paragraphe 9 de son ouvrage, apporte la même conclusion que ce qu'Henri Poincaré avait dénommé temps vrai et temps local (considérant, pour Poincaré, qu'il n'y avait pas de temps vrai dans le sens absolu) et il y a d'ailleurs une antériorité de Poincaré (dont Max von Laue a continué l'étude) et d'Hermann von Helmholtz qu'Einstein cite également. La synchronisation des horloges de Poincaré avec échange de signaux lumineux fut ouvertement récupérée par Einstein dans ce contexte.
Sur ce point, l'un des enjeux de son ouvrage est d'apporter la preuve que la base de l'électrodynamique des corps en mouvement de la théorie de Lorentz (à l'instar de la transformation de Galilée) est en accord avec le principe de la Relativité; pour ensuite démontrer que tout rayon lumineux mesuré dans le système en mouvement se propage avec une vitesse c, dès lors qu'il en est bien ainsi dans le système au repos "car nous n'avons pas encore apporté la preuve que le principe de la constance de la vitesse de la lumière est compatible avec le principe de relativité", selon l'auteur.
En définitive, l'un des principaux apports de cet ouvrage est la proposition d'une théorie d'univers comme un tout : c'est l'objet de la troisième partie de La relativité (Réflexions sur l'univers considéré comme un tout) et s'il y a un concept qu'Einstein a inventé, c'est bien celui-ci puisque les scientifiques écartaient résolument de leurs études du temps de l'éther l'idée d'un « univers comme un tout ».

### Citations tirées de l'ouvrage
Einstein aimait faire de l'esprit, ce qui rend agréable la lecture de ses ouvrages.

« On trouve difficilement en physique une loi plus simple que celle de la propagation de la lumière dans le vide. Tout écolier sait ou croit savoir que la lumière se propage en ligne droite avec une vitesse de 300 000 km/s. Nous savons en tout cas avec une grande exactitude que cette vitesse est la même pour toutes les couleurs. »

« Nous avons pris l'habitude de traiter le temps comme un continuum indépendant. En effet, d'après la mécanique classique le temps est absolu, c'est-à-dire indépendant de la position et de l'état de mouvement du système de référence (…) Grâce à la Théorie de la relativité, la conception du monde à quatre dimensions devient tout à fait naturelle, puisque d'après cette théorie, le temps est privé de son indépendance. »

« La Théorie de la relativité restreinte est une cristallisation de la théorie des phénomènes électromagnétiques de Maxwell-Lorentz. Tous les faits expérimentaux, par conséquent, qui soutiennent celle-ci soutiennent aussi celle-là. »

« Les corps qui se meuvent sous la seule influence du champ de gravitation subissent une accélération qui ne dépend aucunement de la matière ni de l'état physique du corps. »